# Nereiphylla lutea
Nereiphylla lutea är en ringmaskart som först beskrevs av Anders Johan Malmgren 1865.  Nereiphylla lutea ingår i släktet Nereiphylla och familjen Phyllodocidae. Arten är reproducerande i Sverige. Inga underarter finns listade i Catalogue of Life.